# Jakub Ziobrowski
Jakub Ziobrowski (ur. 23 stycznia 1997 w Nowym Jorku) – polski siatkarz, grający na pozycji atakującego. 

## Sukcesy klubowe

### młodzieżowe
Mistrzostwa Polski Młodzików:
- 2012

Ogólnopolska Olimpiada Młodzieży:
- 2013

Mistrzostwa Polski Kadetów:
- 2013
- 2014

Młoda Liga:
- 2017
- 2014

Mistrzostwa Polski Juniorów:
- 2016

### seniorskie
Mistrzostwo I ligi:
- 2021, 2025[10]
- 2016

Mistrzostwo Zjednoczonych Emiratów Arabskich:
- 2024[11]

## Sukcesy reprezentacyjne
Międzynarodowy Turniej EEVZA Kadetów:
- 2013

Mistrzostwa Europy Kadetów:
- 2015[12]

Olimpijski festiwal młodzieży Europy:
- 2015[13]

Mistrzostwa Świata Kadetów:
- 2015[14]

Mistrzostwa Europy Juniorów:
- 2016

Mistrzostwa Świata Juniorów:
- 2017

## Nagrody indywidualne
- 2013: MVP Ogólnopolskiej Olimpiady Młodzieży w Łodzi
- 2016: MVP i najlepszy atakujący, zagrywający Mistrzostw Polski Juniorów
- 2016: Najlepszy atakujący Mistrzostw Europy Juniorów
- 2017: Najlepszy zagrywający Młodej Ligi w sezonie 2016/2017